# فيلا البحرية العالمية

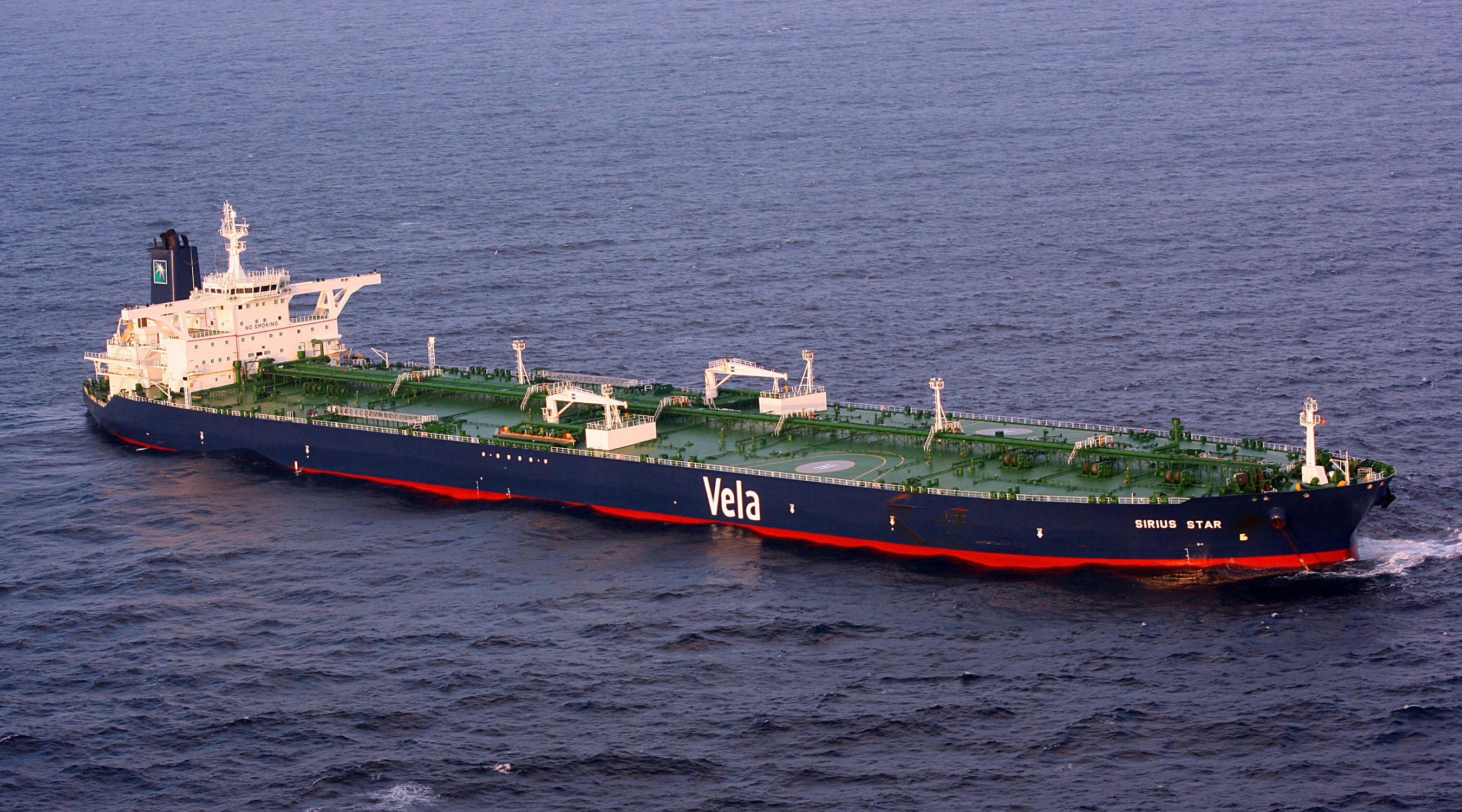

فيلا البحرية العالمية المحدودة هي شركة مملوكة بالكامل لشركة أرامكو السعودية ويقع مقرها في الطابق 7 من برج سيتي 2 في دبي، الإمارات العربية المتحدة.أنشئ فيلا في عام 1984، وتملك حاليا 29 ناقلة نفط معظمها ناقلات الخام الكبيرة جدا.اختطفت أحدا سفن فيلا البحرية العالمية (سيريوس ستار أم في) من قبل قراصنة صوماليين في 15 نوفمبر 2008 وقد تركوها في 9 يناير 2009 بعد دفع فدية 3 ملايين دولار للخاطفين.

## أسطول فيلا
الأسطول الحالي يتكون من:
- ألبتوان ستار - 319500 طن
- الدبران ستار - 97000 طن
- ألميزشى ستار - 319500 طن
- ألنيسل ستار - 49000 طن
- ألتير ستار - 49000 طن
- ألفارد ستار - 301800 طن
- التراف ستار - 49000 طن
- انتاريس ستار - 319400 طن
- أرتريس ستار - 317,000 طن
- كابريكورن ستار - 317,000 طن
- جيميني ستار - 301800 طن
- هومان ستار -
- جناة ستار - 319500 طن
- ليو ستار - 317,000 طن
- المركب ستار - 301500 طن
- ميكفاك ستار - 301500 طن
- بيركهاد ستار - 301500 طن
- فينيكس ستار - 291400 طن
- بسكوس ستار - 317,000 طن
- بولاريس ستار - 301500 طن
- ساف ستار - 318,000 طن
- ساريس ستار - 319500 طن
- شاولا ستار - 301500 طن
- سيريوس ستار - 318,000 طن وهي التي تم أخطافها من قبل القراصنة الصوماليون في عام 2008.
- سهيل ستار - 301800 طن
- فيغا ستار - 319500 طن
- فرغو ستار -
- زاراك ستار - 49000 طن

## القدرة الحالية
تأتي فيلا البحرية العالمية المحدودة في المرتبة السادس صاحب أكبر ناقلاة ضخمة في العالم:
- 1100 موظف حول العالم.
- 1000 رحلات في سنة.
- تملك وتشغل ناقلات 26.
- 22 سفينة نقل له: 2.1 مليون برميل/ رحلة.
- أفراماكس ناقلة واحدة: 0.6 مليون برميل / رحلة.
- أربع ناقلات متوسطة: 0.3 مليون برميل / رحلة.

شركة فيلا تنقل 3 ملايين برميل في يوم، 83٪ على الصعيد الدولي، و17٪ في الصعيد المحلي.